# استانیت
استانیت  (به انگلیسی: Stannite) با فرمول شیمیایی Cu2FeSnS4 از مجموعه کانی هاست و در مواد کربن دار و آلی یافت می‌شود. از واژة لاتین Stannum یعنی قلع اقتباس شده‌است. در HNO۳ حل شده و رنگ آن را آبی می‌کند. Cu:۲۹٫۵۸٪  Fe:۱۲٫۹۹٪  Sn:۲۷٫۶۱٪  S:۲۹٫۸۲٪   از نظر شکل بلور: اسکالنوئدر - تترائدر - ماکل‌های فراوان، رنگ: خاکستری فولادی - سبز زیتونی، شفافیت: کدر(اپاک)، شکستگی: صدفی - نامنظم، جلا: فلزی، رخ: ناقص، سیستم تبلور: کوادراتیک و در رده‌بندی سولفور است همچنین خاصیت مغناطیسی ندارد و منشأ تشکیل آن هیدروترمال است.
همایند کانی‌شناسی (پارانژ) آن رنگ، واکنش‌های شیمیائی و اشعه Xتترائدریت- تترائدریت- پیریت- آرسنوپیریت- کاستریت و غیره است
، از نظر ژیزمان توده‌ای - دانه ریز با بلورهای کامل فراوان است و بیشتر در آلمان شرقی، چک اسلواکی، انگلستان، استرالیا، بولیوی یافت می‌شود.

## منبع
- پردیس کشاورزی ایران